# Морган, Василий Егорович
Василий Егорович Морган (1800 — 1859) — русский архитектор.

## Проекты

### Санкт-Петербург

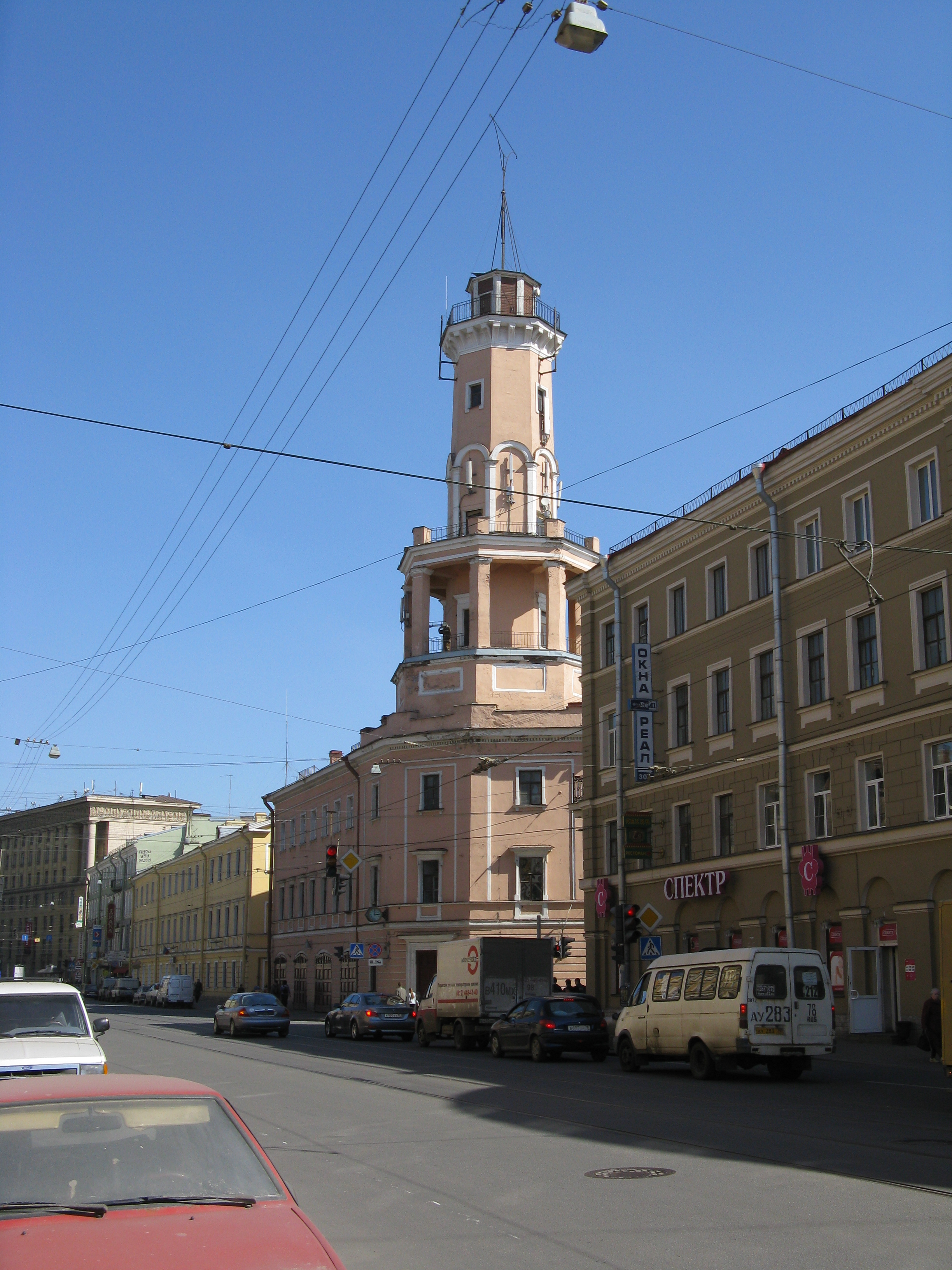
Съезжий дом 3-й Адмиралтейской части — Садовая улица, 58 / Большая Подьяческая улица, 26

- Набережная канала Грибоедова, д.№ 100 / Малая Подьяческая улица, д.№ 3 — доходный дом. Надстройка и расширение. 1830, 1855—1856. (Надстроен и расширен).
- Большой Казачий переулок, д.№ 5 — доходный дом. 1832. (Включён в существующее здание).
- Улица Марата, д.№ 56-58, средняя часть — доходный дом. 1832. (Надстроен).
- Средний проспект, д.№ 6 / Тучков переулок, д.№ 13 — доходный дом. Надстройка. 1832.
- Невский проспект, д.№ 116 / улица Восстания, д.№ 2, угловая часть — доходный дом. Надстройка. 1833. Уничтожен в 2006 году.
- Улица Жуковского, д.№ 14 / улица Маяковского, д.№ 16 — доходный дом. 1833, 1842. (Перестроен).
- Улица Восстания, д.№ 12 / улица Жуковского, д.№ 28 — доходный дом. 1834. (Перестроен).
- Коломенская улица, д.№ 9 — доходный дом. 1834.
- Басков переулок, д.№ 7, правая часть — доходный дом. 1834.
- Боровая улица, д.№ 16 — доходный дом. 1834.
- Улица Союза Печатников, д.№ 3 / Минский переулок, д.№ 3 — доходный дом. 1834—1835.
- Поварской переулок, д.№ 11 — особняк. 1835. (Включён в существующее здание).
- Набережная реки Пряжки, д.№ 3 / улица Александра Блока, д.№ 1 — особняк Друри. 1836. (Включён в существующее здание).
- Фурштатская улица, д.№ 16 — доходный дом. 1836. (Перестроен).
- Гороховая улица, д.№ 30 — доходный дом. 1837.
- Улица Рубинштейна, д.№ 28 — доходный дом. 1838.
- Малый проспект Васильевского острова, д.№ 15 — доходный дом. Расширение. 1838. (Надстроен).
- Набережная Фонтанки, д.№ 40, левая часть — доходный дом. 1839.
- Владимирский проспект, д.№ 11 / Графский переулок, д.№ 10, угловая часть — доходный дом. Надстройка. 1839.
- Большая Пушкарская улица / Введенская улица — колокольня, приделы и часовни Введенской церкви (1839—1840). Не сохранились
- Суворовский проспект, д.№ 5 / 3-я Советская улица, д.№ 20, угловая часть — доходный дом. Расширение. 1840.
- Московский проспект, д.№ 54 — доходный дом. 1840.
- Лиговский проспект, д.№ 57 / Лиговский переулок, д.№ 3, левая часть — доходный дом. Перестройка. 1840.
- Фурштатская улица, д.№ 41 — доходный дом. 1840—1842.
- Конногвардейский переулок, д.№ 6 — доходный дом. 1841. Включён существовавший дом. (Перестроен).
- Улица Радищева, д.№ 34 / Саперный переулок, д.№ 24 — доходный дом. 1842.
- Моховая улица, д.№ 42 — доходный дом. Расширение. 1842.
- Лиговский проспект, д.№ 128а, двор — Тихвинская церковь. Перестройка и расширение. 1842—1844.
- 1-я Советская улица, д.№ 8 — доходный дом. 1844.
- Садовая улица, д.№ 58 / Большая Подьяческая улица, д.№ 26 — съезжий дом 3-й Адмиралтейской части. Перестройка и расширение. 1844—1849. Совместно с А. Я. Андреевым. Современный облик здание приобрело после перестройки А. С. Лыткина
- Басков переулок, д.№ 23 — особняк Д. В. Шелгунова. Между 1846 и 1856. (Включён в существующее здание).
- Загородный проспект, д.№ 58 / Можайская улица, д.№ 1 — доходный дом. 1847.
- Загородный проспект, д.№ 62 / Верейская улица, д.№ 1 — латышская церковь Христа Спасителя. Первоначальный проект. 1846. Построена в 1847—1849 О. В. Бремером. (Перестроена и расширена. Не сохранилась).
- Улица Чайковского, д.№ 57 / проспект Чернышевского, д.№ 11 — доходный дом. Расширение. 1848.
- Средний проспект, д.№ 22 / 5-я линия, д.№ 42 — здание бань Эссен-Стенбок-Фермора. 1851. (Перестроено).
- Набережная канала Грибоедова, д.№ 111 — доходный дом. 1856. Включён существовавший дом. (Надстроен).

### Екатеринбург
- Большой Златоуст

### Хаапсалу(Эстония)
- Православная церковь Марии Магдалины[эст.][1], 1852 г.